# Chanon Santinatornkul
Chanon Santinatornkul (tiếng Thái: ชานน สันตินธรกุล, phiên âm: Cha-non San-ti-na-thon-cun, sinh ngày 6 tháng 6 năm 1996) còn có nghệ danh là Non (นน) hoặc Nonkul (นนกุล), là một diễn viên và người mẫu người Thái Lan. Anh được biết đến nhiều nhất qua vai Bank trong Thiên tài bất hảo (2017), vai Due trong Dì ơi, đừng có bồ (2019).

## Tiểu sử và học vấn
Chanon sinh ngày 6 tháng 6 năm 1996 tại Băng Cốc, Thái Lan.
Anh tốt nghiệp trường Cao đẳng Cơ Đốc giáo Băng Cốc, và hoàn thành bằng Cử nhân ngành Sản xuất phim tại trường Cao đẳng Quốc tế Đại học Mahidol.
Anh là người theo đạo Cơ Đốc. Sở thích lúc rảnh rỗi của anh là tập luyện, trong một bài phỏng vấn năm 2015, anh nói sẽ dành 6 ngày 1 tuần để tập gym nếu có thời gian.

## Sự nghiệp
Chanon xuất hiện lần đầu trong bộ phim đồng tính nam lãng mạn năm 2014 Love's Coming với một vai phụ, mặc dù vai diễn đầu tiên của anh là trong bộ phim Patcha is Sexy, một bộ phim ngắn được đạo diễn bởi Nawapol Thamrongrattanarit phục vụ chiến dịch Young Love, đây là một chiến dịch về sức khỏe sinh sản được tài trợ bởi Bộ Y tế Công cộng Thái Lan.
Năm 2015, anh xuất hiện trong phần tiếp theo của bộ phim mang tên Love Love You và phim Keetarajanipon, một tuyển tập phim tôn vinh Đức vua Bhumibol Adulyadej, trước khi tham gia Nadao Bangkok, một công ty quản lý tài năng và là công ty con của GTH (bây giờ là GDH 559). Anh trở nên nổi tiếng với vai Net, một nhân vật nhỏ trong bộ phim truyền hình đình đám Tuổi nổi loạn. Sau đó anh xuất hiện trong một số bộ phim truyền hình khác, anh cũng làm một số công việc của người mẫu và xuất hiện trong nhiều quảng cáo trên truyền hình.
Vai Bank trong bộ phim ăn khách năm 2017 mang tên Thiên tài bất hảo đã đưa tên tuổi Chanon vươn ra quốc tế, đặc biệt là tại Trung Quốc. Sau đó anh xuất hiện trong bộ phim truyền hình Trung Quốc tên là Gió lớn thổi qua.
Anh đã không gia hạn hợp đồng với Nadao Bangkok khi nó hết hạn vào năm 2018, và hiện đang là diễn viên tự do.
Năm 2021, Chanon trở lại với vai diễn Korn, đóng cặp với Pimchanok Leuwisedpaiboon (Baifern) trong bộ phim 46 ngày phá nát đám cưới.

## Các phim đã tham gia

### Phim điện ảnh
| Năm  | Tên gốc                | Tên tiếng Việt                                 | Vai                 | Ghi chú   |
| ---- | ---------------------- | ---------------------------------------------- | ------------------- | --------- |
| 2014 | Love's Coming          |                                                | Pid                 | Vai phụ   |
| 2014 | Patcha is Sexy         |                                                | Sarawut             | Vai phụ   |
| 2015 | Keetarajanipon         |                                                | Kong                | Vai chính |
| 2015 | Love Love You          |                                                | Pid                 | Vai phụ   |
| 2017 | Bad Genius             | Thiên tài bất hảo                              | Bank                | Vai chính |
| 2019 | Love and Run           | Dì ơi, đừng có bồ                              | Due                 | Vai chính |
| 2020 | How Much Longer?       |                                                | Path                | Vai chính |
| 2021 | One Second Champion    | Một giây huy hoàng                             | Cheng Yiu Cho / Joe | Vai chính |
| 2022 | Love Destiny The Movie | Ngược dòng thời gian để yêu anh (bản điện ảnh) | Hoàng tử            | Vai phụ   |
| 2024 | Operation Undead       | Chiến địa tử thi                               | Mek                 | Vai chính |

### Phim truyền hình
| Năm  | Tên phim                                       | Tên tiếng Việt                        | Vai                            | Ghi chú                        |
| ---- | ---------------------------------------------- | ------------------------------------- | ------------------------------ | ------------------------------ |
| 2015 | Wifi Society                                   | Wifi Society                          | M                              | Phân đoạn: "15 năm sau"        |
| 2015 | Hormones: The Series 3                         | Tuổi nổi loạn 3                       | Ekkaphop "Net" Satchatantitham | Vai phụ                        |
| 2016 | I See You                                      | Bệnh viện bí ẩn                       | Manop                          | Khách mời                      |
| 2016 | Love Songs Love Series                         | Những bản tình ca                     | Soh                            | Phân đoạn: "Phuean Sanit"      |
| 2016 | Bang Rak Soi 9/1                               | Ngôi nhà yêu thương                   | Earth                          | Vai chính                      |
| 2016 | I Was Born In the Reign of Rama IX: The Series |                                       | Max                            | Khách mời                      |
| 2017 | Love Songs Love Series To Be Continued         |                                       | Soh                            | Phân đoạn: "Phuean Sanit"      |
| 2017 | Project S The Series                           |                                       | Archwin                        | Phân đoạn: "Shoot! I Love You" |
| 2019 | Bangkok Rak Stories 2: Rueng Tee Koh           | Chuyện tình Băng Cốc 2: Biện hộ       | Tee                            | Vai chính                      |
| 2019 | Blowing In The Wind (强风吹拂)                 | Gió lớn thổi qua                      | Chen Yi Lu                     | Vai chính                      |
| 2019 | Dive (扑通扑通的青春)                          | Chinh phục thanh xuân                 | Wei Te / Visanu                | Vai chính                      |
| 2021 | 46 Days                                        | 46 ngày phá nát đám cưới              | Korn                           | Vai chính                      |
| 2021 | The Revenge                                    | Báo thù                               | Vee                            | Vai chính                      |
| 2022 | Wannabe                                        | TBA                                   | "Puen" / "Be Gun"              | Vai chính                      |
| 2023 | 23:23                                          | Signal (ver Thái)                     | Win                            | Vai chính                      |
| 2023 | Oh No! Here Comes Trouble                      | Người thanh trừng chấp niệm bất lương | Yang Ning                      | Khách mời (tập 11)             |
| 2023 | I Feel You Linger in the Air                   | Hương hoa tình yêu                    | Jom                            | Vai chính                      |
| 2023 | Roy Lem Game Office                            | Chiêu trò công sở                     | Meth                           | Vai chính                      |
| 2024 | Find Yourself                                  | TBA                                   | Chen                           | Vai chính                      |
| 2024 | Remember                                       | Hồi ức (ver Thái)                     | TBA                            | Vai chính                      |
| 2024 | Mouse                                          | Kẻ săn người (ver Thái)               | Photcharawit                   | Vai chính                      |
| 2024 | The Outing                                     | TBA                                   | Wiz                            | Vai chính                      |